# 16879 Campai
16879 Campai è un asteroide della fascia principale. Scoperto nel 1998, presenta un'orbita caratterizzata da un semiasse maggiore pari a 2,7586948 UA e da un'eccentricità di 0,0231269, inclinata di 7,11630° rispetto all'eclittica.